# Кафуншьо
Сезонна алергія в Японії (яп. 花粉症, кафуншьо, «пилкова хвороба») — це проблема, яку найчастіше викликає пилок від Криптомерії японської(Cryptomeria japonica) (відомої в Японії як суґі, часто перекладається як «кедр», хоча ботанічно не належить до роду Кедрів) та японського кипариса (хінокі). Обидва ці дерева є ендемічними для Японії.
Згідно з даними Міністерство довкілля Японії, станом на 2019 рік 42,5 % японців страждають на якусь форму алергії на пилок, з яких 38,8 % — на алергію саме на пилок суґі.

## Причина
До початку 1960-х років алергія на пилок у Японії була досить рідкісним явищем. Однак після Другої світової війни в рамках державної політики лісовідновлення було масово висаджено суґі та хінокі — дерева, які мали велике значення для будівельної галузі. Із часом, коли ці дерева досягли зрілого віку (пікове виробництво пилку настає приблизно після 30 років), вони почали продукувати величезні об'єми пилку. У 1970-х–1980-х роках, із зростанням японської економіки, потреба у вітчизняній деревині зменшилася через імпорт дешевших матеріалів. Це призвело до ущільнення та старіння лісів, що, у свою чергу, ще більше посилило виробництво пилку. У 1970 році приблизно 50 % дерев суґі були старші за 10 років, і лише 25 % — старші за 20. До 2000 року майже 85 % суґі були старші за 20 років, а понад 60 % — за 30 років. Ця тенденція зберігається й дотепер. І хоча площа лісів суґі майже не збільшувалася з 1980-х, рівень виробництва пилку постійно зростає. Ще одним чинником стало урбанізоване покриття — замість ґрунту й трави пилок осідає на асфальті та бетоні, звідки його легко знову підхоплює вітер, погіршуючи ситуацію.

## Сезон пилку
Пилок суґі починає розповсюджуватись, коли середньодобова температура досягає 10 °C. Як і цвітіння сакури, сезон пилку просувається з півдня на північ Японії, а також з низин у гори. У західній та східній Японії (включно з Токіо та регіоном Канто) сезон зазвичай стартує від кінця січня до середини лютого, а пік припадає на другу половину березня — першу половину квітня. Після цього рівень пилку поступово знижується протягом 6–8 тижнів. Хінокі починає пилкувати приблизно на місяць пізніше, тож чутливі до обох типів пилку можуть відчувати симптоми практично протягом усієї весни.

## Інформація в медіа
Японські медіа дуже детально відстежують сезон пилку — подібно до того, як повідомляють про цвітіння сакури. Японська метеорологічна асоціація (JWA) та Weathernews Japan надають щоденні та погодинні оновлення, а також довгострокові прогнози, які публікуються ще восени. Рівень виробництва пилку багато в чому залежить від погоди влітку: чим спекотніше та довше літо — тим більше пилку буде наступної весни. JWA публікує прогнози, порівнюючи майбутній сезон із середнім показником за останні 10 років.

## Комерційна відповідь
В Японії виникла велика індустрія товарів та послуг проти алергії на пилок. До них належать:
- спеціальний одяг зі слизькою поверхнею, що не затримує пилок
- маски та захисні окуляри
- медикаменти, назальні спреї, антигістамінні препарати
- побутова техніка: фільтри для кондиціонерів, москітні сітки з мікроотворами
- навіть тури-відпустки в регіони з низьким рівнем пилку — наприклад, Окінава чи Хоккайдо

Деякі пацієнти використовують лазерну терапію для тимчасової десенсибілізації слизової носа.

## Реакція держави
З огляду на те, як серйозно алергія впливає на якість життя, уряд Японії активно включився у боротьбу з цією проблемою. У 1990 році Міністерство сільського господарства почало щорічно проводити конференції з проблеми алергії на пилок, аби скоординувати дії різних відомств. У 1995 році Ліберально-демократична партія (тодішня правляча сила) подала законодавчу ініціативу щодо антиалергійних заходів. Бюджет уряду на ці цілі зріс у 27 разів між 1995 та 2002 роками: з кількох сотень мільйонів до 7,372,000,000 єн.
Серед державних заходів:
- наукові дослідження
- покращення прогнозування сезонів
- розробка лікувальних методів
- виведення нових сортів суґі та хінокі з низьким рівнем виробництва пилку

Однак спад лісової промисловості та дефіцит працівників у лісах через дешевий імпорт ускладнили реалізацію цих заходів. У 2005 році Лісове агентство Японії оголосило про план висадки 600 000 дерев суґі з низьким рівнем пилку протягом п'яти років. Проте суґі займає 45 300 км² лісів, тож заміна порід — надзвичайно складне завдання.

## Які симптоми сезонної алергії в Японії?
Симптоми алергії на пилок у Японії подібні до тих, які спостерігаються в інших країнах. Їх нерідко плутають із застудою, адже вони можуть бути як легкими, так і досить серйозними.
Серед найпоширеніших симптомів:
- чхання
- нежить або закладений ніс
- свербіж, почервоніння та сльозотеча очей
- свербіж у горлі, роті, носі та вухах

У важчих випадках можливі:
- головний біль
- кропив'янка
- втома
- напади астми (в осіб, що мають бронхіальну астму)

Симптоми можуть відрізнятися за типом та інтенсивністю залежно від виду пилку, до якого людина чутлива. Як і в інших країнах із сезонними алергіями (наприклад, у Нью-Гемпширі), конкретні алергени по-різному впливають на різних людей. У Японії головними джерелами алергенного пилку є суґі (японський кедр) та хінокі (японський кипарис), з піком сезону навесні. Тривалість симптомів напряму залежить від тривалості контакту з алергеном — у період пікового пилку симптоми можуть зберігатися постійно.

## Які заходи проти сезонної алергії застосовують у Японії?
У Японії існує цілий комплекс методів боротьби з пилковою алергією — від профілактики до медикаментозного лікування. Вони допомагають людям контролювати симптоми й покращити якість життя в сезон алергенів.
1. Захисні методи
Профілактика полягає в зменшенні контакту з пилком:
- носіння сонцезахисних окулярів, масок і капелюхів на вулиці
- промивання носа сольовими розчинами після повернення додому

2. Таблетки від алергії
Антигістамінні препарати, які продаються без рецепта, блокують дію гістаміну — хімічної речовини, яку організм виробляє у відповідь на алерген. Вони зменшують чхання, свербіж та набряки.
3. Очні краплі та промивання
Для зменшення свербежу та почервоніння очей застосовуються очні краплі з антигістамінними або протизапальними речовинами, а також спеціальні промивання для очей.
4. Краплі в ніс
Назальні спреї та краплі допомагають зняти закладеність носа та чхання. Вони можуть містити антигістаміни або кортикостероїди, що зменшують запалення в слизовій оболонці носа.
5. Захисні спреї для обличчя
Це відносно новий метод боротьби з алергією: спрей утворює на обличчі невидиму плівку, яка перешкоджає потраплянню пилку в очі та ніс.
6. Допоміжні засоби
До допоміжних методів належать натуральні засоби — ефірні олії, трав'яні чаї, добавки. Вони не лікують алергію напряму, але можуть зміцнити імунітет або зменшити загальний дискомфорт.
7. Сублігвальна імунотерапія
Це сучасний метод лікування алергії, при якому малі дози алергену поміщаються під язик. З часом організм «звикає» до алергену, і реакція на нього стає слабшою. Така терапія проводиться під наглядом лікаря та розрахована на кілька років.